# David Baker (scientifique)
David Baker est un biochimiste (et spécialiste de la biologie computationnelle) américain né le 6 octobre 1962 à Seattle, État de Washington. Il est un des pionniers du développement de méthodes pour concevoir des protéines et prédire leurs structures tridimensionnelles. Il est titulaire de la chaire Henrietta and Aubrey Davis en biochimie, chercheur à l'Institut médical Howard Hughes et professeur adjoint en sciences du génome, bioingénierie, génie chimique, informatique et physique à l'Université de Washington.
Baker est co-lauréat avec Demis Hassabis et John M. Jumper et du prix Nobel de chimie 2024, pour ses travaux « pour la conception computationnelle de protéines ».
Les programmes d'intelligence artificielle développés par Baker et d'autres chercheurs ont désormais en grande partie résolu le problème de la prédiction des structures protéiques,. Baker est membre de l'Académie nationale des sciences des États-Unis et directeur du Institute for Protein Design de l'Université de Washington. Il a cofondé plus d'une douzaine d'entreprises en biotechnologie et a été inclus dans la liste inaugurale des 100 personnes les plus influentes en santé du magazine Time en 2024.

## Biographie
Baker est né dans une famille juive à Seattle, Washington, le 6 octobre 1962. Il est le fils du physicien Marshall Baker et de la géophysicienne Marcia (née Bourgin) Baker. Il a été diplômé de la Garfield High School de Seattle.
Il a obtenu son diplôme de premier cycle à l'Université Harvard en 1984. Il a terminé son doctorat en biochimie à l'Université de Californie à Berkeley, en 1989, dans le laboratoire de Randy Schekman, où il a principalement travaillé sur le transport et le trafic des protéines chez la levure. En 1993, il a achevé sa formation postdoctorale en biophysique avec David Agard à l'Université de Californie à San Francisco.
Baker a rejoint le département de biochimie de l'École de médecine de l'Université de Washington en tant que membre du corps professoral en 1993. Il est devenu chercheur à l'Institut médical Howard Hughes en 2000. Baker a été élu membre de l'Académie américaine des arts et des sciences en 2009. Il est marié à Hannele Ruohola-Baker, une autre biochimiste à l'Université de Washington. Ils ont deux enfants.

## Recherche
Bien que principalement connu pour le développement de méthodes computationnelles permettant de prédire et de concevoir les structures et les fonctions des protéines, Baker maintient un groupe actif d'experts en biochimie expérimentale. Il est l'auteur de plus de 600 articles scientifiques.
Le groupe de Baker a développé l'algorithme Rosetta pour la prédiction ab initio des structures protéiques. Le projet a été étendu en un outil de conception de protéines, un projet de calcul distribué appelé Rosetta@home,,, et le jeu vidéo Foldit,,. Baker a été le directeur du Rosetta Commons, un consortium de laboratoires et de chercheurs qui développent des logiciels de prédiction et de conception des structures biomoléculaires. Le groupe de Baker participe régulièrement à la compétition CASP de prédiction des structures, se spécialisant dans les méthodes ab initio, incluant des variantes manuelles et automatisées du protocole Rosetta,.
Le groupe de Baker est également actif dans le domaine de la conception de protéines, ; ils sont notamment connus pour avoir conçu Top7, la première protéine artificielle avec un repliement inédit(La structure en trois dimensions d'une protéine étant codée par les acides aminés, le repliement consiste à produire la première à partir de la seconde)
En 2017, l'Institut de conception de protéines de Baker a reçu plus de 11 millions de dollars de la part d'Open Philanthropy,, suivi d'un don supplémentaire de 3 millions de dollars en 2021.
En avril 2019, Baker a donné une conférence TED intitulée « 5 défis que nous pourrions résoudre en concevant de nouvelles protéines » lors de TED2019 à Vancouver, au Canada.
Baker a cofondé plusieurs entreprises de biotechnologie, notamment Prospect Genomics (acquise par une filiale d'Eli Lilly en 2001), Icosavax (acquise par AstraZeneca en 2023), Sana Biotechnology, Lyell Immunotherapeutics et Xaira Therapeutics.

## Récompenses
Pour ses travaux sur le repliement des protéines, Baker a reçu de nombreuses distinctions, notamment le prix Overton (2002), le prix international Sackler en biophysique (2008), le prix Wiley (2022) et le prix de la Fondation BBVA Frontiers of Knowledge dans la catégorie « Biologie et biomédecine » (2022).
Pour ses travaux sur la conception de protéines, Baker a reçu le prix Newcomb Cleveland (2004), le prix Feynman en nanotechnologie (2004) et le Breakthrough Prize in Life Sciences (2021). En 2023, il a été nommé Highly Ranked Scholar par ScholarGPS pour l'ensemble de sa carrière ainsi que pour les cinq dernières années.
En 2024, Baker a reçu la moitié du prix Nobel de chimie pour ses travaux sur la conception de protéines, l'autre moitié étant attribuée à John M. Jumper et Demis Hassabis pour leurs prédictions sur le repliement des protéines,.